# Walt Horan

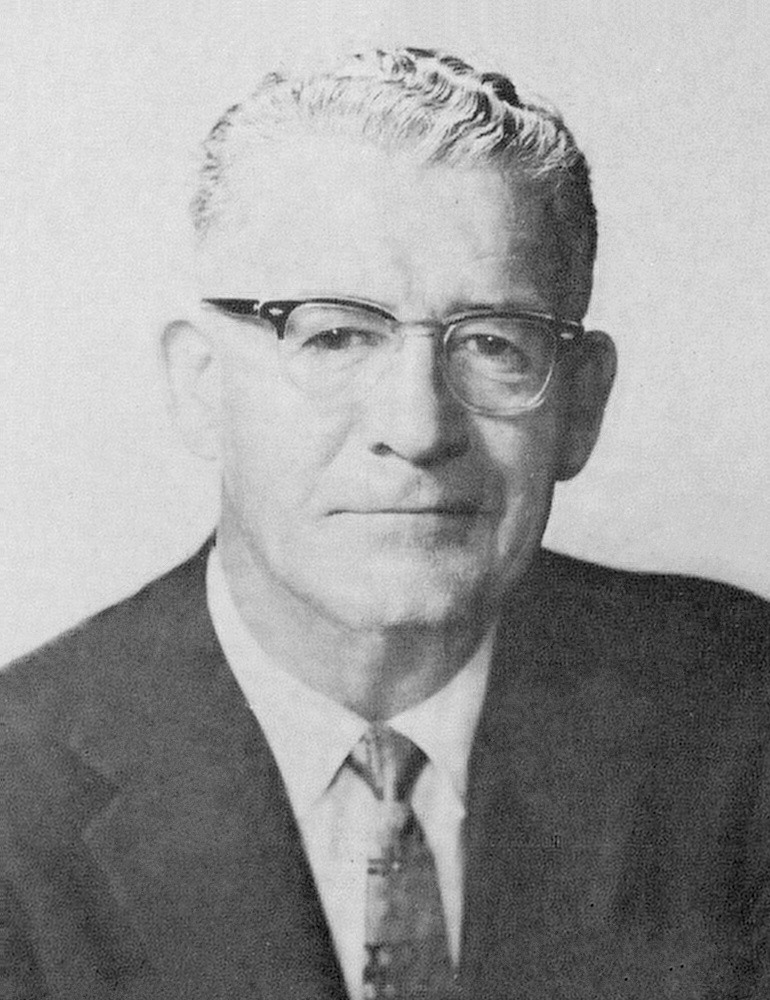
Walt Horan

Walter Franklin „Walt“ Horan (* 15. Oktober 1898 in Wenatchee, Washington; † 19. Dezember 1966 in Manila, Philippinen) war ein US-amerikanischer Politiker. Zwischen 1943 und 1965 vertrat er den Bundesstaat Washington im US-Repräsentantenhaus.

## Werdegang
Walt Horan besuchte die öffentlichen Schulen seiner Heimat einschließlich der Wenatchee High School. Anschließend studierte er bis 1925 am Washington State College in Pullman. Seine Ausbildung wurde durch den Ersten Weltkrieg unterbrochen, an dem er zwischen 1917 und 1919 als Soldat der US Navy teilnahm. Nach dem Ende seiner Studienzeit befasste sich Horan mit dem Obstanbau. Dabei kümmerte er sich auch um die Verpackung, Lagerung und den Versand.
Politisch war Horan Mitglied der Republikanischen Partei. Bei den Kongresswahlen des Jahres 1942 wurde er im fünften Wahlbezirk seines Staates in das US-Repräsentantenhaus in Washington, D.C. gewählt. Dort trat er am 3. Januar 1943 sein neues Mandat an. Nach zehn Wiederwahlen konnte er bis zum 3. Januar 1965 elf zusammenhängende Legislaturperioden im Kongress absolvieren. Dort war er zeitweise Vorsitzender des Ausschusses zur Verwaltung des Bundesbezirks District of Columbia. Außerdem war er Mitglied in sechs Unterausschüssen des Haushaltsausschusses. Während seiner Zeit im US-Repräsentantenhaus endete der Zweite Weltkrieg. Andere Ereignisse jener Zeit waren der Koreakrieg, der Beginn des Vietnamkrieges, die Kubakrise sowie die Bürgerrechtsbewegung. In dieser Zeit wurden außerdem der 22., der 23. und der 24. Verfassungszusatz ratifiziert.
Bei den Wahlen des Jahres 1964 unterlag Walt Horan dem Demokraten Tom Foley. Er starb am 19. Dezember 1966 in Manila, der Hauptstadt der Philippinen, und wurde in seinem Geburtsort Wenatchee beigesetzt.